# Viktor Gjyla
Viktor Gjyla (Lushnjë, 11 maggio 1982) è un calciatore albanese, difensore del Tepelena.